# Jacek Janowski
Jacek Janowski – polski prawnik, doktor habilitowany nauk prawnych, specjalizujący się w filozofii prawa i informatyce prawniczej. Profesor Wydziału Administracji i Nauk Społecznych Politechniki Warszawskiej.

## Życiorys
W 1990/1991 ukończył studia prawnicze na Uniwersytecie Marii Curie-Skłodowskiej w Lublinie. Doktoryzował się w 1999 na Wydziale Prawa i Administracji Uniwersytetu Marii Curie-Skłodowskiej, pisząc pracę zatytułowaną Status prawa w tomizmie egzystencjalnym M.A. Krąpca przygotowaną pod kierunkiem Romana Tokarczyka, a w 2012 uzyskał habilitację w oparciu o monografię pt. Informatyka prawa. Zadania i znaczenie w związku z kształtowaniem się elektronicznego obrotu prawnego. W latach 1999–2016 pracował jako adiunkt na Wydziale Prawa i Administracji Uniwersytetu Marii Curie-Skłodowskiej, w Katedrze Teorii Organizacji i Kierownictwa, natomiast w 2016 objął stanowisko profesora na Wydziale Administracji i Nauk Społecznych Politechniki Warszawskiej, w Zakładzie Prawa i Administracji. W swojej działalności skupił się na prawie administracyjnym, filozofii prawa, prawie nowych technologii, elektronicznym obrocie prawnym, bezpieczeństwie informacji, zarządzaniu wiedzą i kulturach prawnych. Jest autorem szeregu monografii z dziedziny administracji elektronicznej oraz informatyki prawniczej.